# Ригимон, Карл Андреевич
Карл Андреевич (Карлус Генрихович) Ригимон (Ригельман, писался также Ригеман, Регимон, Региман, Риман; умер в 1700 году) — российский военачальник, генерал-майор (1692), участник Азовских походов, брат Христофора Андреевича Ригимона.

## Биография
Подданный императора, поступил на русскую военную службу в 1660/61 (7169) году младшим офицером, в 1670 году получил чин капитана. В 1682 уже командовал солдатским полком в Белгородском разряде.
В 1692 году достиг чина генерал-майор. Участвовал в Азовских походах, в 1696 году возглавил «генеральство» из 7 полков Белгородского разряда.
Летом 1700 года направлен комендантом в Астрахань, но заболел и умер по дороге.